# Radim Cvrček
Radim Cvrček (30. listopadu 1931 Zvírotice u Sedlčan – 29. dubna 2004 Zlín) byl český režisér, scenárista a herec. Podstatnou část svého života pracoval ve zlínském filmovém studiu.

## Život
Debutoval filmem Táňa a dva pistolníci (1967), který byl oceněn na filmových přehlídkách ve Zlíně, Moskvě a Cannes. Známá je jeho tvorba pro děti – např. Žirafa v okně (1968), Dospěláci můžou všechno (1969) či Nekonečná - nevystupovat (1978), Velký mogul (1979), Za humny je drak (1982), Třetí skoba pro kocoura (1983) a další.
V sedmdesátých letech se zabýval tvorbou televizních seriálů – Bola raz jedna záhrada (1973–1974), Léto s Katkou (1975) a Spadla z oblakov (1977–1978).

## Filmografie

### Režie
Viz: 
- 1963 Král králů (asistent režie)
- 1963 I. třída
- 1964 Neobyčejná třída (asistent režie)
- 1965 Perlový náhrdelník (asistent režie)
- 1965 Sázka
- 1965 Slunečnice
- 1966 Ten čas
- 1967 Táňa a dva pistolníci
- 1968 Žirafa v okně
- 1698 První třída
- 1969 Dospěláci můžou všechno
- 1971 Hodina modrých slonů
- 1978 Nekonečná – nevystupovat
- 1980 Děti zítřků
- 1981 Mezi námi kluky
- 1982 Za humny je drak
- 1983 Třetí skoba pro Kocoura
- 1987 Strašidla z vikýře
- 1988 Hurá za ním

### Scénář
Viz: 
- 1965 Sázka
- 1966 Ten čas
- 1970 Dospěláci můžou všechno
- 1991 Safari za kuchyňou (TV seriál, díly Požiar a Dovolenka)

### Herec
Viz: 
- 1961 Kotrmelec
- 1962 Černá dynastie
- 1963 Cesta hlubokým lesem
- 1964 Neobyčejná třída
- 1965 Sběrné surovosti
- 1965 Perlový náhrdelník
- 1965 Slunečnice
- 1966 Ten čas
- 1967 Automat na přání
- 1967 Cézar a detektívi
- 1968 Žirafa v okně
- 1970 Ten člověk!
- 1970 Dospěláci můžou všechno
- 1980 Najstarší zo všetkých vrabcov